# Aindling
Aindling est une commune de Bavière (Allemagne) de 4 299 habitants, située dans l'arrondissement d'Aichach-Friedberg.

## Jumelages
Le bourg d'Aindling est jumelée avec :
- Avord (France) depuis le 21 mai 1977
- Fürstenfeld (Autriche) depuis le 13 juin 2009